# City of Liverpool F.C.
City of Liverpool FC là một câu lạc bộ bóng đá được thành lập năm 2015, có trụ sở tại Liverpool, Anh. Đội bóng hiện thi đấu tại Northern Premier League.

## Danh hiệu
- NWCFL Premier League:
  - Nhà vô địch mùa giải 2018-19
- NWCFL First Division Challenge Cup:
  - Nhà vô địch mùa giải 2016-17[1]
- NWCFL Challenge Cup:
  - Nhà vô địch mùa giải 2016-17[2]
- North West Counties Football League First Division Play-Offs
  - Nhà vô địch mùa giải 2016-17[3][4]
- North West Counties Football League Champions Cup
  - Nhà vô địch các mùa giải 2017–18, 2019–20

## Thống kê
- Thành tích tốt nhất tại FA Cup: Vòng loại thứ ba mùa giải 2021/22 [5]
- Thành tích tốt nhất tại FA Vase: Vòng ba mùa giải 2017–18 [5]
- Thành tích tốt nhất tại FA Trophy: Vòng hai mùa giải 2020–21
- Chiến thắng đậm nhất trên sân nhà: 8–0 trước Atherton Laburnum Rovers, 29 tháng 8 năm 2016, NWCFL Division One
- Thất bại đậm nhất: 0–10 trước Stockport Town, 31 tháng 12 năm 2016, NWCFL Division One
- Kỷ lục khán giả tham dự trên sân nhà: 1,099 người trong trận đấu với Warrington Town, 1 tháng 8 năm 2019, Vòng sơ loại đầu tiên FA Cup
- Số lượng khán giả trung bình (League): 466
- Số lượng khán giả trung bình (Cup): 659[6]